# Sagarika Ghatge
Sagarika Ghatge (Kolhapur, Maharashtra, 8 de enero de 1986) es una modelo y actriz india, quien hizo su debut en Chak De! India (2007). Participó en Factor de Miedo: Khatron Ke Khiladi (temporada 6) como concursante y pasó a ser finalista. Ella es una atleta de nivel nacional.

## Niñez
Sagarika nació en Vijasinh (y Urmila Ghatge, su hermana, en Kolhapur, Maharastra) donde  se quedó hasta los 8 años de edad. Luego, ella se trasladó a Ajmer, Rajasthan, para asistir a Mayo College Girls School, un internado. Sagarika pertenece a una familia real ya que Shahu Maharaj de Kolhapur es su antepasado. El padre de la actriz es miembro de la familia real de Kagal. Sita Raje Ghatge, abuela de Sagarika, es la hija de Maharaja Tukojirao Holkar III de Indore. Ella tiene un hermano y una hermana. También era jugadora de hockey nacional.

## Carrera
En 2007, Ghatge retrató a Preeti Sabarwal, miembro ficticio del equipo de hockey nacional de mujeres indias en la película Chak De! India, con lo cual se convirtió la embajadora de marca de Reebok India. Ha aparecido en revistas de moda y en varios espectáculos de moda. Ghatge apareció en la película "Fox" (2009) como Urvashi Mathur. Más tarde, ella interpretó a Kamiah en Miley Naa Miley Hum. El primer papel principal de Ghatge es del lado de Emraan Hashmi en la película "Rush", la cual fue lanzada el 24 de octubre de 2012. Ghatge ha aparecido en la película Satish Rajwade Marathi Premachi Goshta con el actor Atul Kulkarni que fue lanzada en febrero de 2013. Premachi Goshta fue su primera película de marathi. En 2015,ella aprendió Punjabi para su película punkib del debut Dildariyaan. 

## Vida personal
El 24 de abril de 2017, Sagarika Ghatge anunció su compromiso con el jugador de cricket Zaheer Khan. La pareja se casó en noviembre de 2017.

## Premios
Por su papel en Chak De! India, Ghatge recibió el Premio de la pantalla a la mejor actriz de reparto junto a todos los Chak De! Chicas. Ella también fue recompensada con un Lions Gold Award.

## Filmografía
| Año  | Título              | Función         | Lengua  | Notas          |
| ---- | ------------------- | --------------- | ------- | -------------- |
| 2007 | Chak De! India      | Preeti Sabarwal | Hindi   | Rol de soporte |
| 2009 | Fox                 | Urvashi Mathur  | Hindi   |                |
| 2011 | Miley Naa Miley Hum | Kamiah          | Hindi   | Rol de soporte |
| 2012 | Prisa               | Ahana Sharma    | Hindi   | Rol principal  |
| 2013 | Premachi Goshta     | Sonal           | Marathi | Rol principal  |
| 2015 | Jee Bhar Ke Jee lee | Hindi           |         |                |
| 2015 | Dildariyaan         | Paali           | Punjabi |                |
| 2017 | Irada               | Simi            | Hindi   |                |